# Стріляй!
«Стріляй!» — іспанський кінофільм режисера Карлоса Саура 1993 року. Учасник основного конкурсу на 50-му Венеціанському кінофестивалі.

## Сюжет
Молодий репортер Маркос (Антоніо Бандерас) йде до цирку, щоб потім написати про нього. Не зацікавившись виставою, він збирається піти. На початку другого відділення виступає наїзниця Ганна (Франческа Нері), яка наприкінці номера стріляє по повітряних кулях. Маркос заінтригований, він залишається взяти інтерв'ю у Ганни. Вона запрошує його на вечерю із артистами. Ніч Маркос та Ганна проводять разом. Він хоче поїхати з нею на гастролі Європою, але має робити репортаж про концерт у Барселоні.
До цирку приходять троє молодих механіків лагодити обладнання, директор дає їм контрамарки. Після вистави всі троє йдуть за Ганною в її фургон і жорстоко ґвалтують її. Покалічена, принижена Ганна вирішує діяти самостійно. Вона озброюється гвинтівкою, легко вистежує кривдників і розстрілює їх на смерть. Анна стікає кров'ю і змушена звернутися до лікаря, який повідомляє поліцію. Поліція вже розслідує потрійне вбивство, дзвінок лікаря дає їм зачіпку. Починається переслідування.
На шосе Ганну зупиняють двоє поліцейських, яких вона вбиває. Маркос, який приїхав до фургона Ганни, бачить криваві сліди і разом із поліцією пускається на пошуки. Анна знаходить притулок у сільському будинку, де мешкає подружня пара з двома дітьми. Маркос приїжджає надто пізно: Ганна вмирає в нього на руках.